# Rieti IAAF Grand Prix 2010
Rieti IAAF Grand Prix 2010 – mityng lekkoatletyczny, który odbył się w Rieti 29 sierpnia 2010 roku. Zawody były kolejną odsłoną cyklu World Challenge Meetings.
Dzień przed głównymi zawodami, 28 sierpnia, odbyły się eliminacyjne konkursy rzutu młotem, do niedzielnego konkursu zakwalifikowało się 4 najlepszych zawodników i zawodniczek. W kwalifikacjach Japończyk Kōji Murofushi uzyskał najlepszy w tym roku rezultat w rzucie młotem – 80,99 m.
Wydarzeniem mityngu był rekord świata Davida Rudishy w biegu na 800 metrów (1:41,01).

## Rezultaty

### Mężczyźni
| Konkurencja:                    | 1. miejsce       | Wynik        | 2. miejsce                            | Wynik          | 3. miejsce        | Wynik      |
| Bieg na 100 metrów              | Nesta Carter     | 9,78 =WL, PB | Ryan Bailey                           | 9,88 PB        | Mario Forsythe    | 9,95 PB    |
| Bieg na 200 metrów              | Wallace Spearmon | 19,85        | Angelo Taylor                         | 20,23 PB       | Marc Schneeberger | 20,42 PB   |
| Bieg na 800 metrów              | David Rudisha    | 1:41,01      | Boaz Kiplagat Lalang                  | 1:42,95        | Nick Symmonds     | 1:43,76 PB |
| Bieg na 1500 metrów             | Asbel Kiprop     | 3:31,78 SB   | Silas Kiplagat                        | 3:31,97        | Nixon Chepseba    | 3:32,42 PB |
| Bieg na 3000 metrów             | Tariku Bekele    | 7:28,70 PB   | Bernard Lagat                         | 7:29,00 AR, PB | Edwin Soi         | 7:29,75 PB |
| Bieg na 110 metrów przez płotki | David Oliver     | 13,01        | Dwight Thomas                         | 13,26          | Jason Richardson  | 13,37      |
| Skok wzwyż                      | Jarosław Rybakow | 2,30         | Konstandinos Baniotis Liam Zamel-Paez | 2,26 2,26 PB   |                   |            |
| Skok w dal                      | Sebastian Bayer  | 8,06 SB      | Li Jinzhe                             | 8,02           | Fabrizio Donato   | 7,89 SB    |
| Rzut młotem                     | Kōji Murofushi   | 80,96        | Libor Charfreitag                     | 79,62          | Dilszod Nazarow   | 78,34      |

### Kobiety
| Konkurencja:                    | 1. miejsce             | Wynik   | 2. miejsce               | Wynik      | 3. miejsce         | Wynik    |
| Bieg na 100 metrów              | Sherone Simpson        | 11,11   | Debbie Ferguson-McKenzie | 11,15      | Mikele Barber      | 11,21    |
| Bieg na 400 metrów              | Tatiana Firowa         | 50,25   | Natasha Hastings         | 50,87      | Libania Grenot     | 51,20    |
| Bieg na 1500 metrów             | Maryam Yusuf Jamal     | 3:58,93 | Mimi Belete              | 4:00,25 PB | Hind Dehiba Chahyd | 4:01,07  |
| Bieg na 3000 metrów             | Sylvia Chibiwott Kibet | 8:39,07 | Mercy Cherono            | 8:42,09 PB | Pauline Korikwiang | 8:43,67  |
| Bieg na 400 metrów przez płotki | Sheena Tosta           | 54,71   | Zuzana Hejnová           | 54,99      | Nickiesha Wilson   | 55,07 SB |
| Skok o tyczce                   | Fabiana Murer          | 4,74    | Aleksandra Kiriaszowa    | 4,54 SB    | Anastazja Szwedowa | 4,34     |
| Rzut młotem                     | Tatiana Łysenko        | 74,22   | Yipsi Moreno             | 73,78      | Zhang Wenxiu       | 73,70    |

## Rekordy
Podczas mityngu ustanowiono 5 krajowych rekordów w kategorii seniorów:
| Zawodnik            | Reprezentacja     | Konkurencja         | Rezultat |
| ------------------- | ----------------- | ------------------- | -------- |
| Christophe Lemaitre | Francja           | bieg na 100 metrów  | 9,98     |
| Christophe Lemaitre | Francja           | bieg na 100 metrów  | 9,97     |
| Jaysuma Saidy Ndure | Norwegia          | bieg na 100 metrów  | 10,00    |
| David Rudisha       | Kenia             | bieg na 800 metrów  | 1:41,01  |
| Bernard Lagat       | Stany Zjednoczone | bieg na 3000 metrów | 7:29,00  |